# Capivara
Capivara es una localidad argentina ubicada en el departamento San Cristóbal de la provincia de Santa Fe. Se encuentra sobre la ruta provincial 13, 18 km al sur de San Cristóbal.
El pueblo fue fundado en 1888. En 2011 se inauguró la planta potabilizadora de agua.

## Población
Cuenta con 384 habitantes (Indec, 2010), lo que representa un descenso frente a los 401 habitantes (Indec, 2001) del censo anterior.
| Gráfica de evolución demográfica de Capivara entre 1991 y 2010 |
|                                                                |
| Fuente: Censos nacionales del INDEC                            |

## Galería

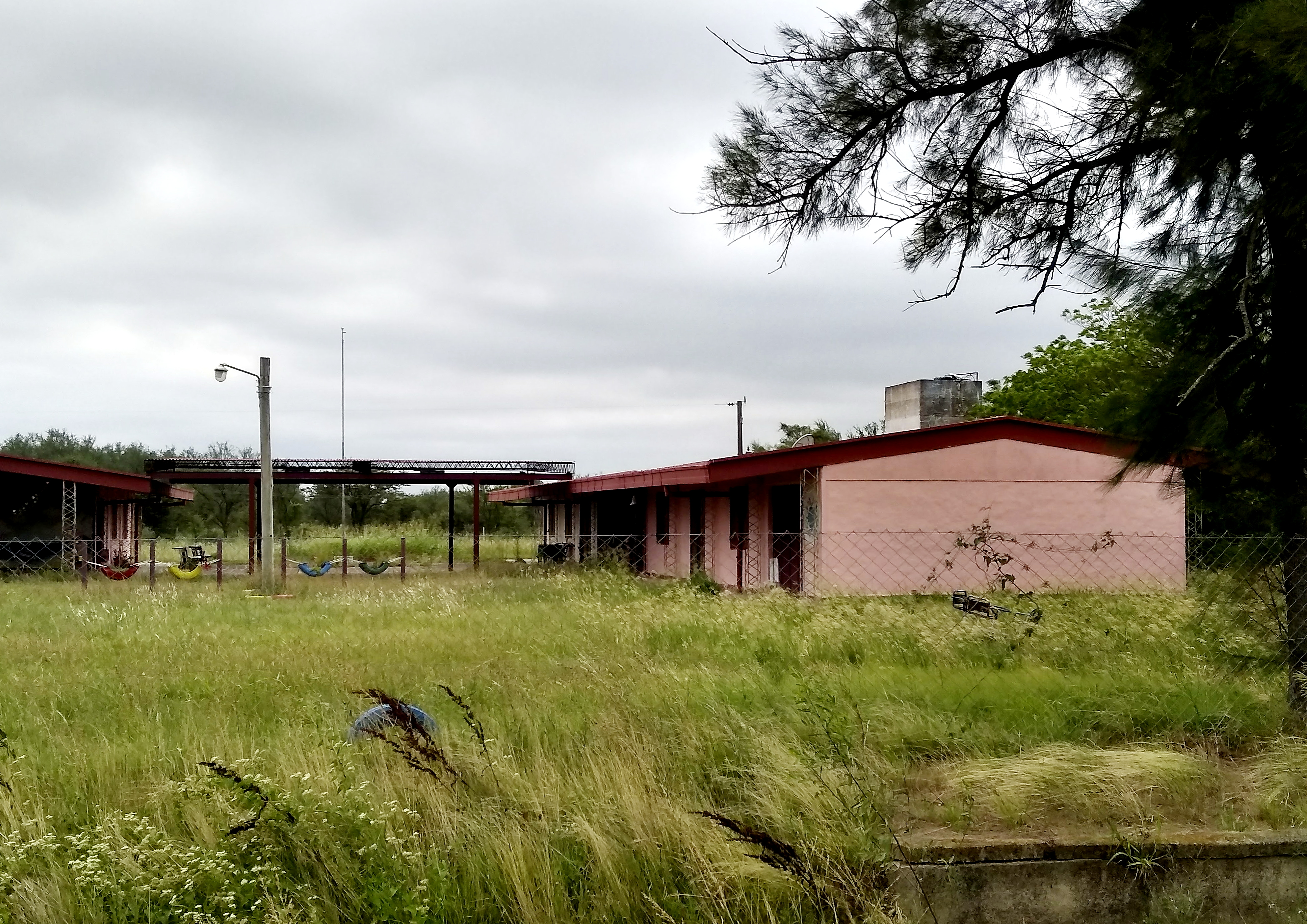
Escuela rural, colonia Capivara
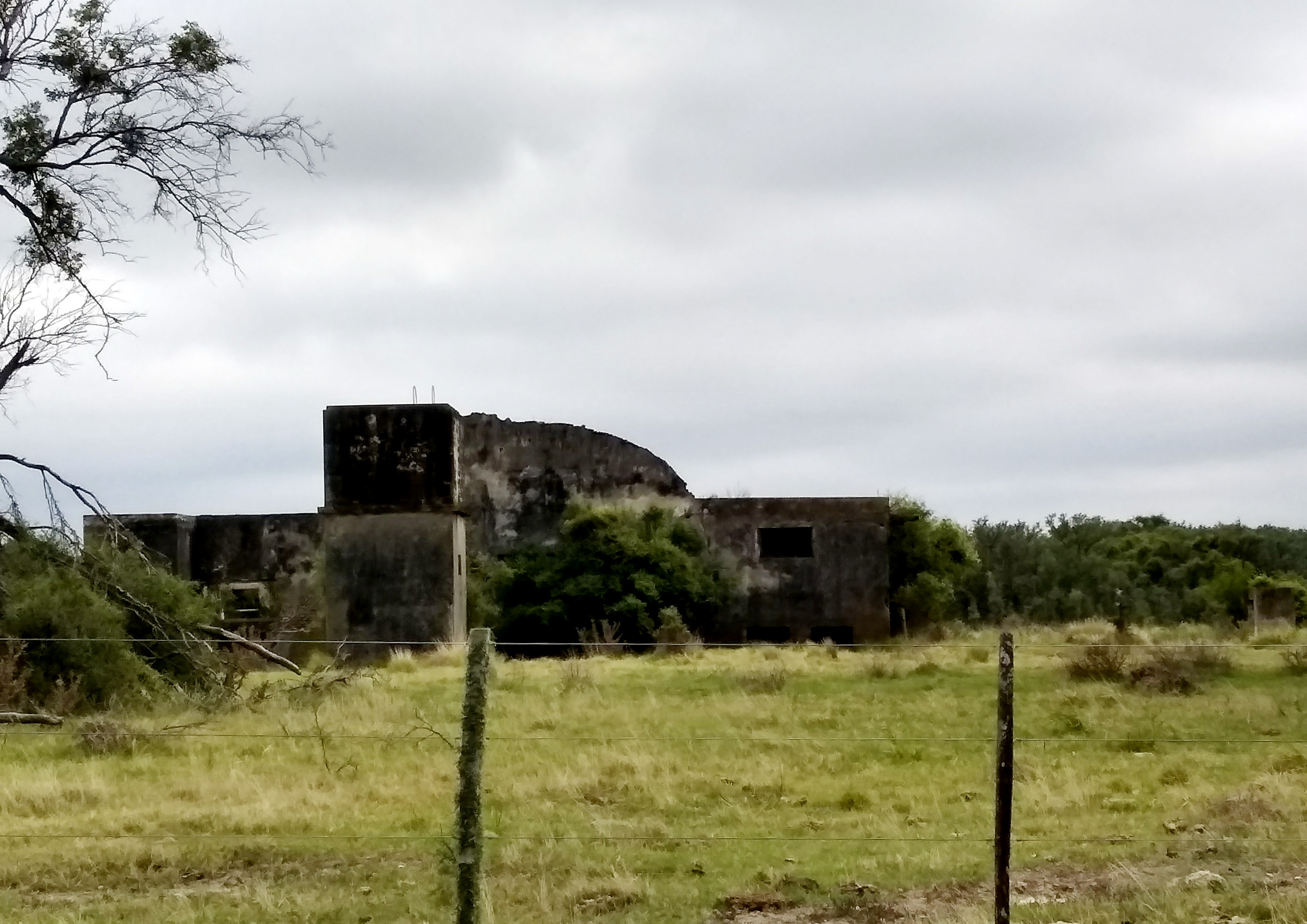
Antigua cremería
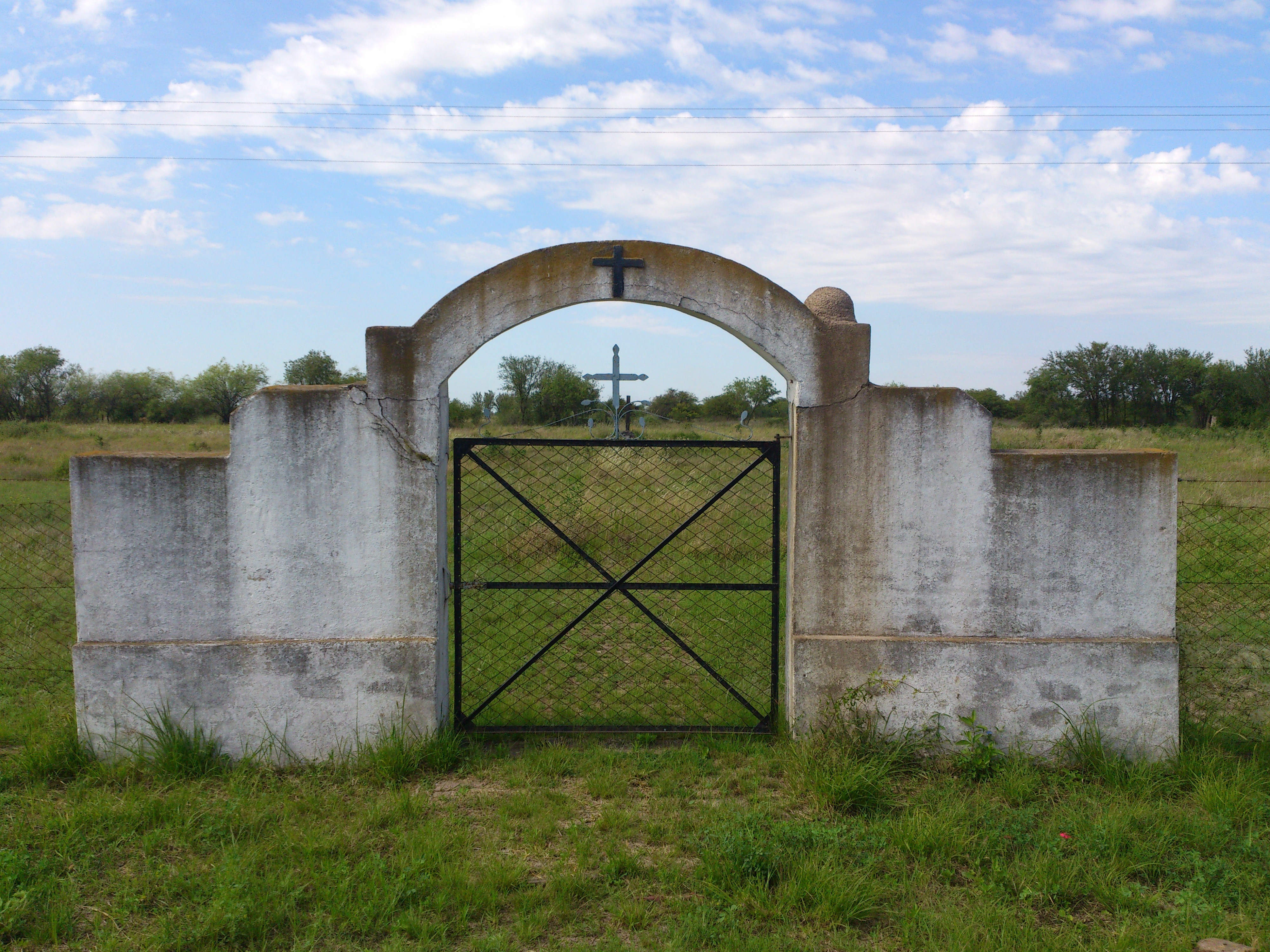
Antiguo cementerio abandonado
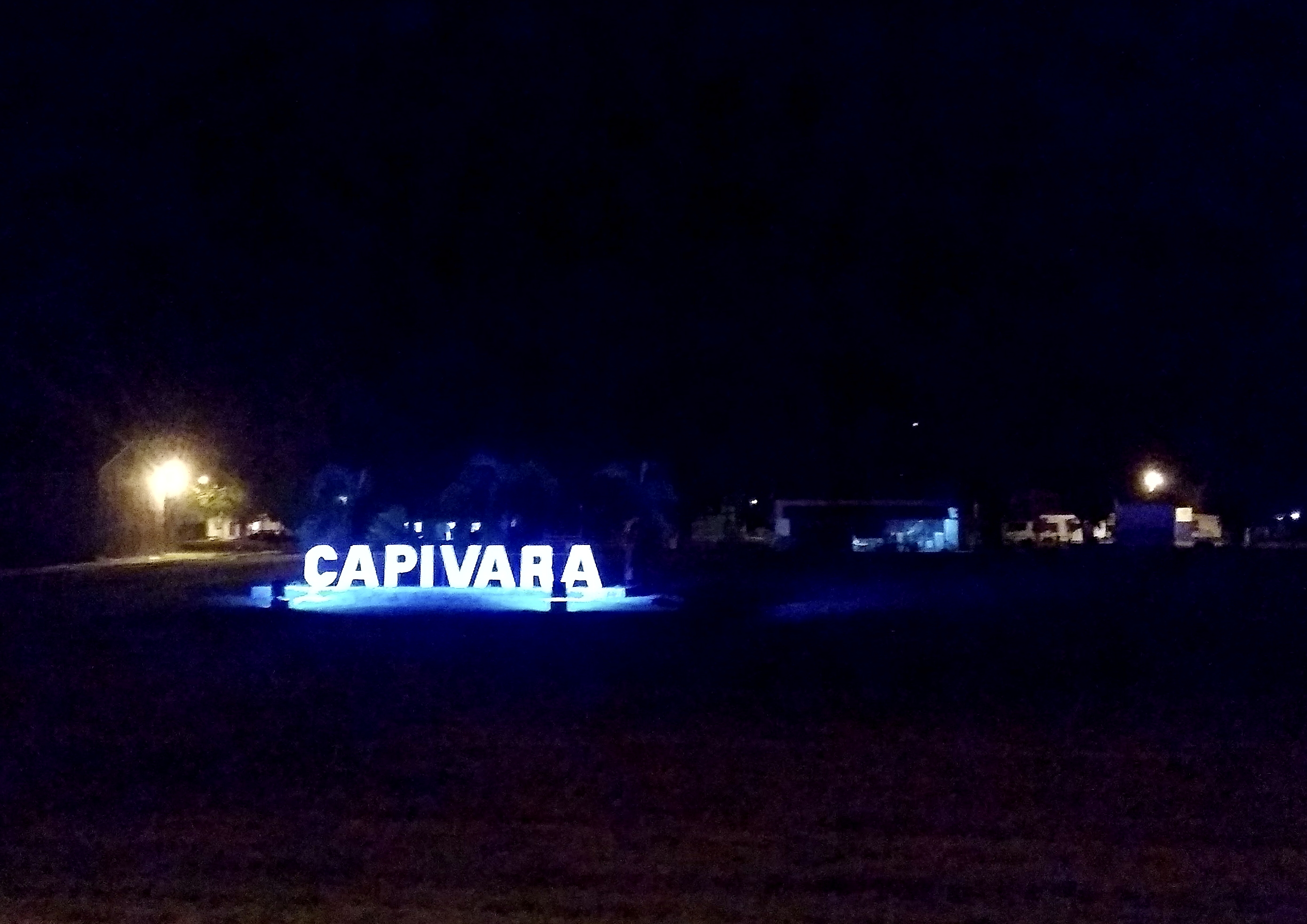
Vista noturna desde Ruta 13
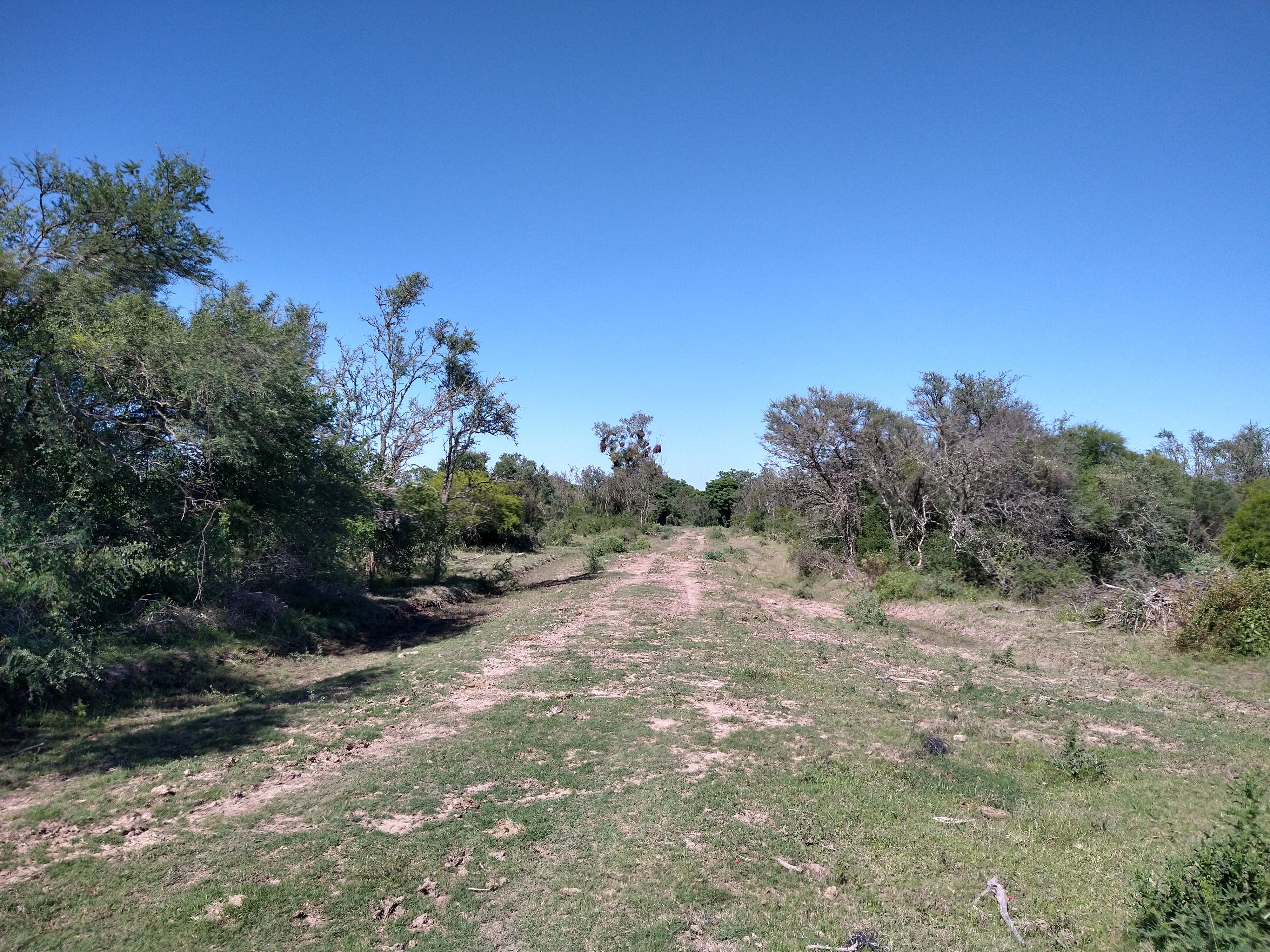
Vegetación típica del espinal.
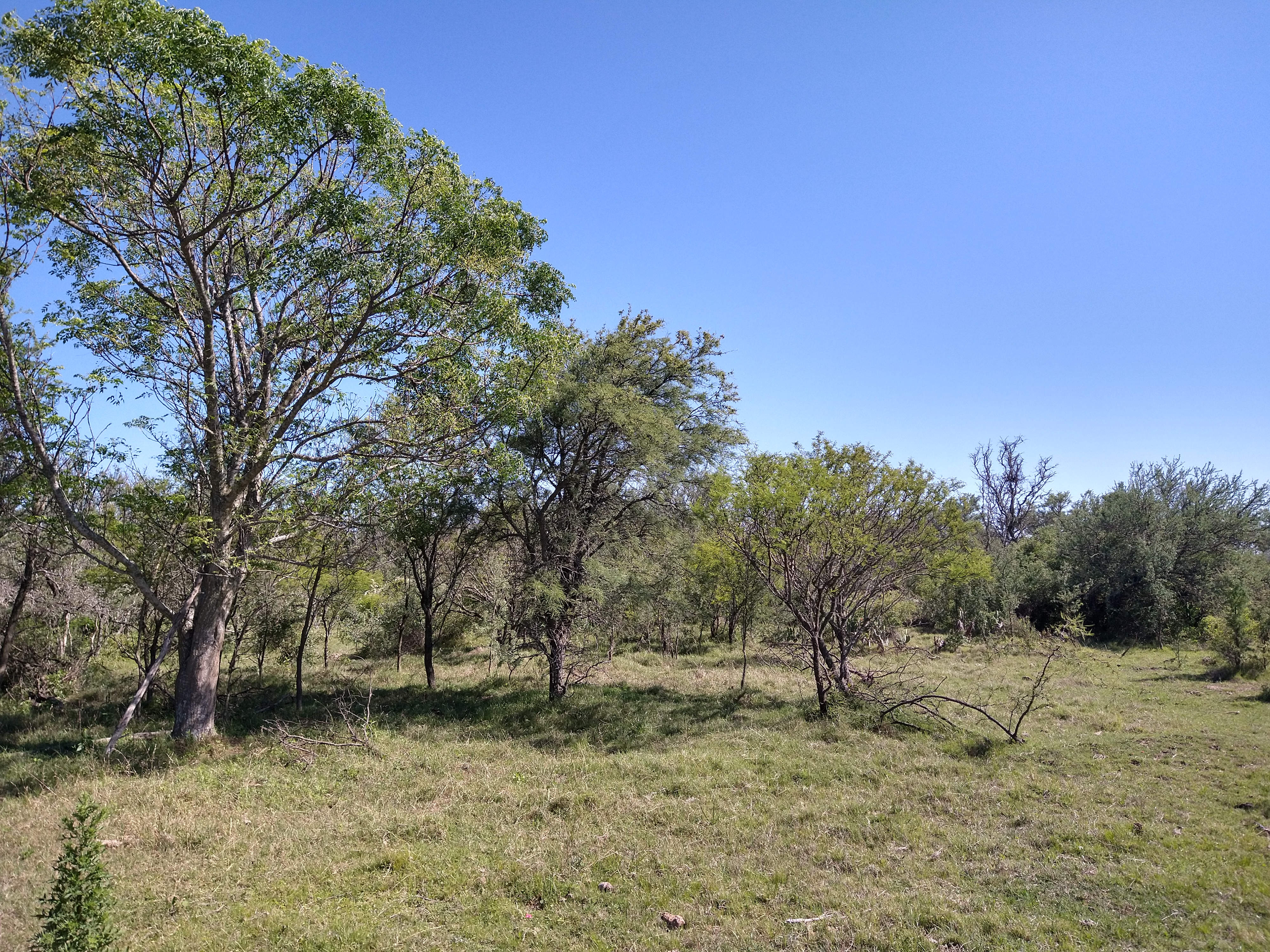
Vegetación típica del espinal.
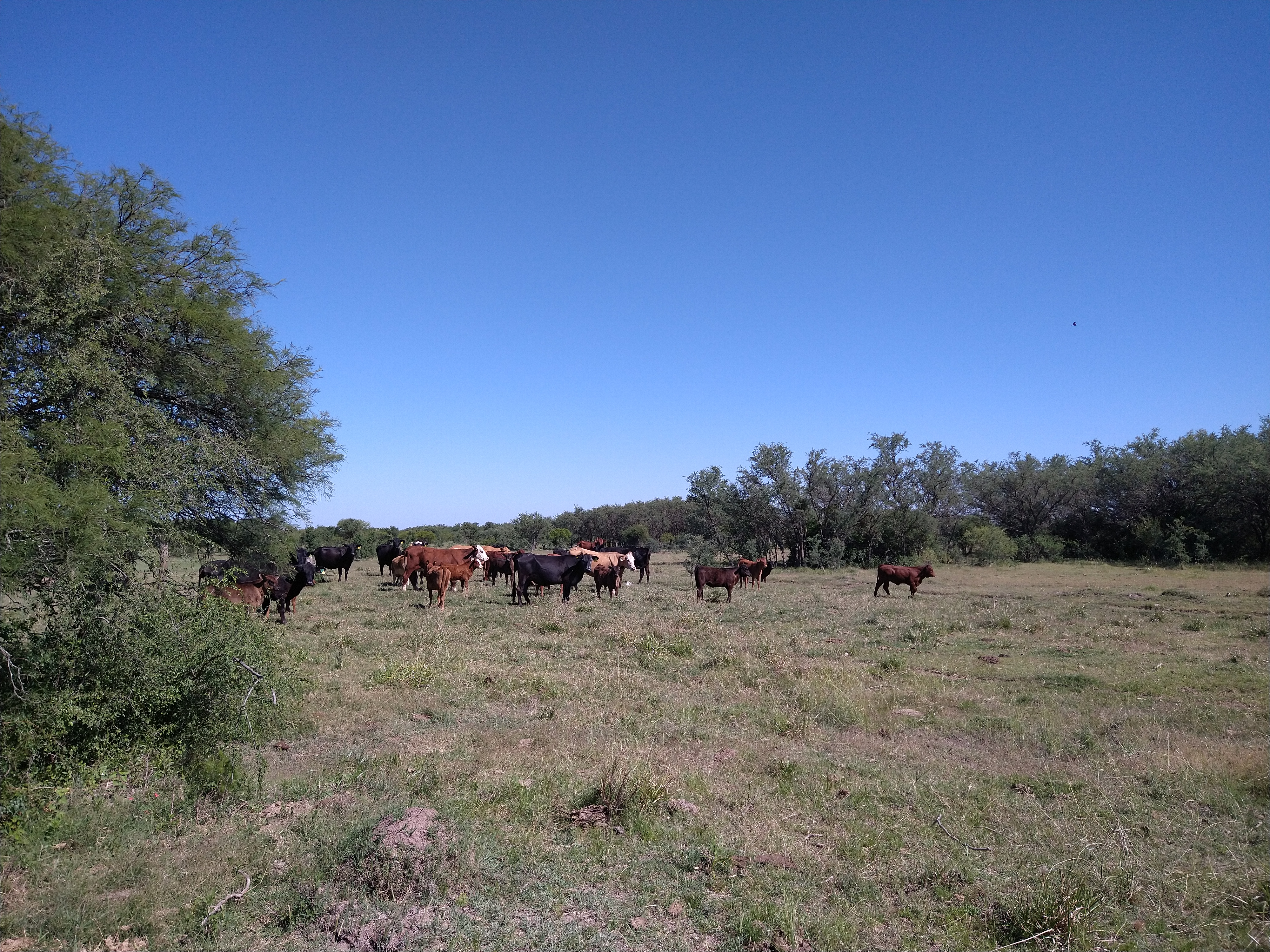
Vegetación típica del espinal.
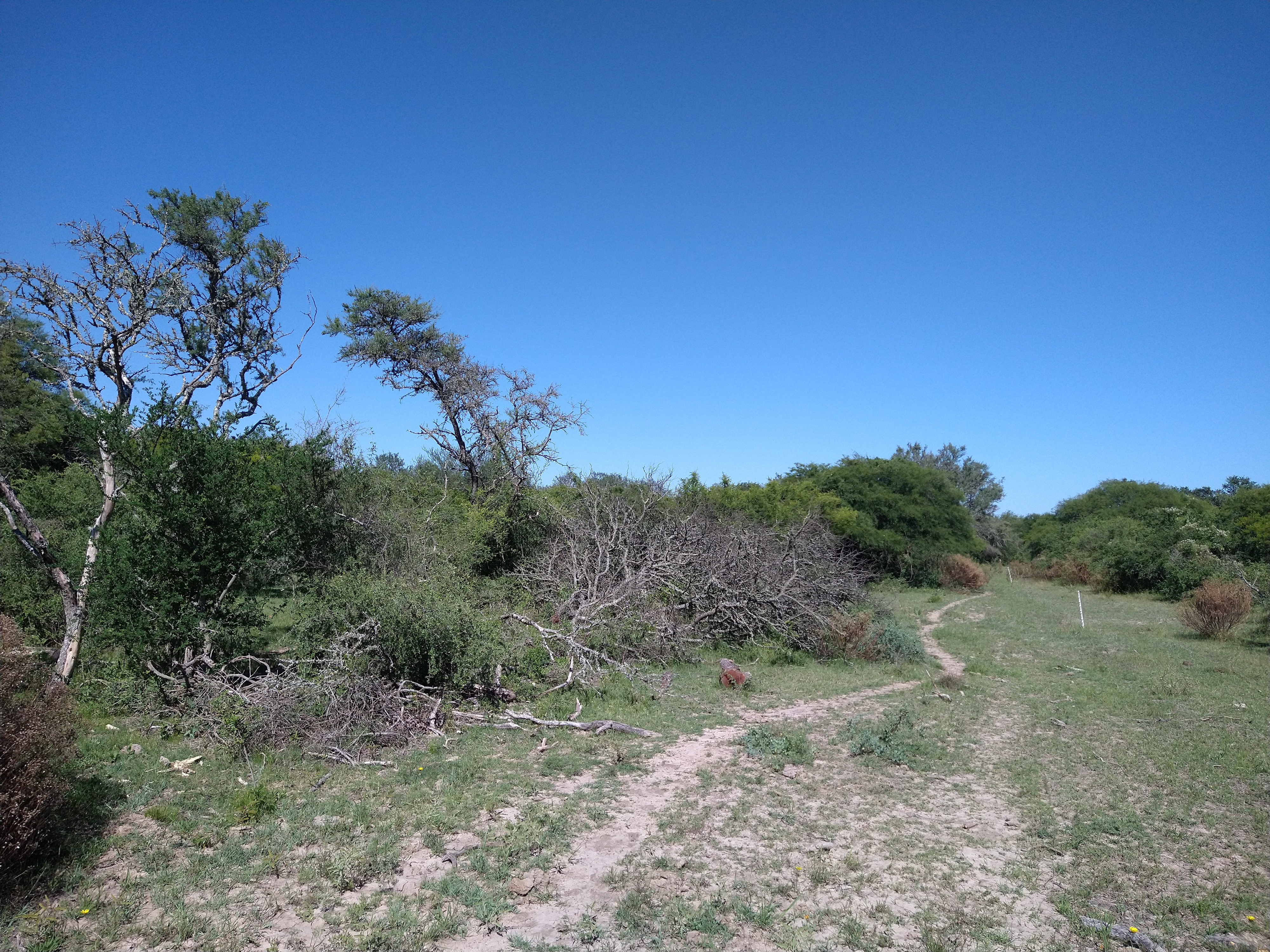
Vegetación típica del espinal.